# Rowland Baring
George Rowland Stanley Baring (28 juillet 1918 - 16 mars 1991, Londres), 3e comte de Cromer (en), est un banquier, militaire, diplomate et homme politique britannique.

## Biographie
Fils de Rowland Baring et petit-fils de Gilbert Elliot-Murray-Kynynmound , il suit ses études à Eton College, puis à Trinity College. Il est le gendre d'smond Harmsworth.
En 1938, il rejoint la banque Barings, dont il devient directeur en 1949. Il sert en tant que lieutenant-colonel durant la Première Guerre mondiale.
Il succède à son père en 1953 dans le titre de comte de Cromer (en) et à la Chambre des lords. Il est gouverneur de la Banque d'Angleterre de 1961 à 1966. Il est ambassadeur du Royaume-Uni aux États-Unis de 1971 à 1974. Il est membre du comité exécutif de la Pilgrims Society.

## Sources
- (en) Cet article est partiellement ou en totalité issu de l’article de Wikipédia en anglais intitulé « Rowland Baring, 3rd Earl of Cromer » (voir la liste des auteurs).